# 蔡永勳
蔡永勳（1922年—2016年9月7日），臺灣苗栗縣頭份市人，製衣商，因受母親心願，在新竹縣湖口鄉創立香園紀念教養院，輔導智能不足孩童自立更生。

## 生平紀事

### 開創事業
蔡永勳為頭份人，家中排行第三，學歷僅為公學校，1943年與胡秀英結婚。戰後，其弟蔡永興藉由在伊藤忠商事的經驗，創立啟台公司。
蔡永勳則以從五十架縫紉機起步，於竹南創立啟台製衣公司，並陸續開設文明、啟台、昌利、啟萬、松木等公司，經營纖維、紡織、皮革外銷業務。他在中南部的臺灣製衣業聲望頗高，與北臺灣的蔡光職，有「南北兩蔡」之合稱，兩人曾競爭工會理事長。
由於生肖屬狗，蔡永勳平常喜歡收集狗塑像，還令專人保管。他多年來也收藏許多古董與名字畫，如山本五十六的畫法。

### 奉母行善
1980年代統計，全臺灣各類殘障人口中，需教養養護者，以智能不足者和多重殘障者最為迫切，其人數約一萬八千多人，且每年有增加七百多人趨勢。可是公私立智能不足和多重殘障者的教育機構僅有十六所，最大收容量約為三千人左右，大部分收容所都呈飽和狀態。
1985年7月19日清晨1點半，中興大學夜間部女學生李貴芬帶著智能不足又精神異常的弟弟李萬盛，在臺北市中山區大同國中校園逗留，被輪班值夜巡狩的該校林姓幹事勸導要快回家。清晨近6點，李萬盛被發現死在籃球場東邊的樹下，口鼻貼著撒隆巴斯膠布，雙足遭紅色塑膠繩綑綁；其姊則在操場北邊的司令台後上吊，腰間繫著隨身聽，頭上仍戴著耳機，錄音帶已轉到盡頭。中山警分局長春路派出所警員在李萬盛陳屍處找到一張李貴芬所寫的遺書，除有家中地址與電話外，寫著：「我姓李，他是我弟弟，我先殺了他，我再自殺，我這身裝扮是為了不使自己的死相太難看。」
蔡永勳母親蔡蕭香從報上得知是該名女大學生為使智能不足的弟弟不再受歧視，親手殺死其弟後再了結餘生，那年生日便拒絕任何禮物，只希望能幫助這些人。胡秀英亦贊同婆婆意見，因她也有晚輩智能不足。蔡永勳隨即捐出四千餘坪土地和一億六千餘萬元，計畫在妻子的新竹湖口老家開設教養院。他認為有些教養院只給予智能不足學童生活上照顧，但求平安過一生，他則要進一步開發院生的能力，進而輔導就業，不僅院內設有大禮堂及健身中心，還有實習工場、教學中心等，讓院生可學習做餅乾、烘麵包、紙盒包裝及成衣整理等工作。1988年報導，他表示已決定將企業交由長子繼承經營，自己則以餘生獻身於社會慈善事業，設立「財團法人新竹縣私立香園紀念教養院」，其名紀念先嚴蔡園以及令慈蔡蕭香。

### 經營香園

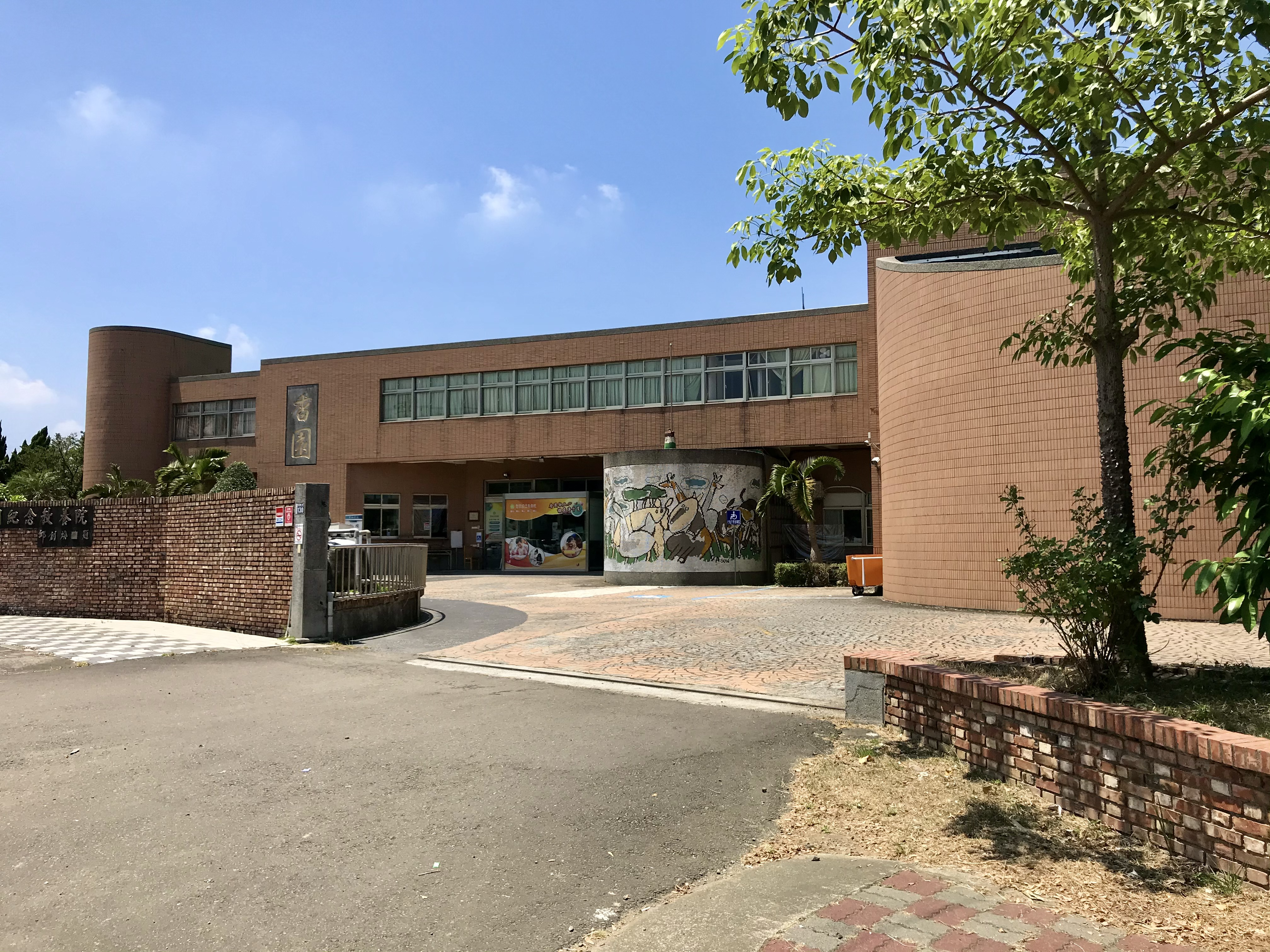
香園紀念教養院

自1989年創立到1993年，香園院生從十多人開始已招收了百餘人，約三分之一的院生可出去參與「支持性就業」，由老師輔導參與鄰近工廠的工作，例如到啟台竹南廠幫忙成衣整理，部分到附近的香雞城及電子廠工作。香園更為他們開立帳戶，把所得專款存在郵局，作為未來的防老金。
1996年，蔡永勳再捐獻新豐鄉四千坪土地，建立分院，獲內政部與省府核定補助一億餘萬元。
2002年8月15日，蔡永勳拜訪縣長鄭永金，請求縣府協助湖口本院的擴建計劃。次年，蔡永勳決定為三歲以下發展遲緩幼童，成立早期療育專業團隊，並對於逐漸高齡化的重度、極重度身心障礙者開闢農場，訓練院童自行生產各種農特產品，學會終生獨立。農場取名「快樂咕咕雞養殖場」，採用歐美的動物福利觀念，所生產的雞蛋部分提供該院烘焙坊食材、營養，部分則對外銷售以增加營運收入。由於經費不足，同年5月他便在新竹市舉行義賣會，分三梯次變賣自己的字畫、狗陶瓷品、名酒。
院童稱「蔡媽媽」的胡秀英於2004年夏去世時，香園所收容者增至兩百六十四名，開支愈來愈大，碰到不景氣經常募不到善款。
2007年10月30日，甘惠忠、蔡永勳、嚴長庚獲得第七屆國家公益獎。
蔡永勳在2016年8月時，身體狀況惡化，依然親到教養院分送點心給院生，對院童說了許多勉勵話，9月7日病逝，享耆壽九十四歲。次月15日在臺北市立第一殯儀館舉辦公祭時，播放預錄謝葬會影片，內容：「我要親身向在座的各位說聲感謝……讓智能不足的孩子能跟一般人一起工作，我覺得很有意義！」

## 外部連結
- 香園基金會
- 香園紀念教養院的Facebook專頁